# 孔恰基
50°8′54″N 29°47′14″E / 50.14833°N 29.78722°E
孔恰基（烏克蘭語：Кончаки）是位於烏克蘭北部的村莊，由基辅州法斯蒂夫區的托馬希夫卡市鎮負責管轄。該村始建於1657年，面積0.22平方公里，海拔高度162米，2001年人口74，人口密度每平方公里336.4人。